# Orde van de Helden van de Hemelse Honderd
De Orde van de Helden van de Hemelse Honderd (Oekraïens: орден  Героїв  Небесної  Сотні, Orden Heroïv Nebesnoï Sotni) is een  onderscheiding van Oekraïne.
De orde werd op 1 juli 2014 ingesteld onder president Petro Porosjenko en kan worden verleend voor erkenning van burgermoed, patriottisme, het verdedigen van de constitutionele principes van de democratie, liefdadige, humanistische of maatschappelijke activiteit in Oekraïne en onbaatzuchtige diensten ten gunste van het Oekraïense volk getoond tijdens Euromaidan en de Revolutie van de Waardigheid (november 2013-februari 2014) en andere gebeurtenissen die verband houden met de bescherming van de onafhankelijkheid, soevereiniteit en territoriale integriteit van Oekraïne. De orde kent een enkele graad.
De orde is vernoemd naar de meer dan 100 dodelijke slachtoffers die vielen tijdens de Revolutie van de Waardigheid in januari en februari 2014 ten tijde van Euromaidan. Deze slachtoffers worden ook wel de "Helden van de Hemelse Honderd" genoemd, waarvoor het Slavische woord sotnja wordt gebruikt dat zowel honderdtal als compagnie betekent.
De orde is (per 2019) toegekend aan vier personen. Op 27 november 2014 werd de onderscheiding postuum verleend aan drie niet-Oekraïners, die overleden tijdens Euromaidan-demonstraties:
- Mikhail Zhyznevskyi (26 januari 1988 – 22 januari 2014)
- Zurab Khurtsia (29 juli 1960 – 18 februari 2014)
- David Kipiani (28 juni 1980 – 21 februari 2014)

Op 16 februari 2018 werd de onderscheiding postuum verleend aan de Oekraïner Taras Bilchuk (2 mei 1960 – 14 augustus 2017), die in 2014 tijdens een demonstratie gewond was geraakt. Hij overleed in 2017 aan een hersenbloeding.
Orden van Oekraïne

Held van Oekraïne (Gouden Ster · van de Natie)

Vrijheid ·
Vorst Jaroslav de Wijze ·
Verdienste ·
Bohdan Chmelnytsky ·
Helden van de Hemelse Honderd ·
Dapperheid ·
Vorstin Olha ·
Daniel van Galicië ·
Dapper Werk in de Mijnen

Oekraïense presidentiële en militaire onderscheidingen

Kruis voor Militaire Verdienste ·
Ivan Mazepa-Kruis ·
Geëerd Beoefenaar van de Kunsten ·
25 jaar onafhankelijkheid ·
Gouden Hart

Ereteken ·
Medaille voor steun aan de Oekraïense strijdkrachten

Zie ook orden, onderscheidingen en medailles van:

Oekraïne (draagvolgorde) · 
Oekraïense Volksrepubliek (Orde van het IJzeren Kruis) · 
 OekSSR (Rode Vlag van de Arbeid)